# Jimmy Grier
James W. 'Jimmy' Grier, ook wel Jimmie Grier (Pittsburgh, 17 maart 1902 - Los Angeles, 4 juni 1959), was een Amerikaanse jazzklarinettist, componist en bigbandleider.

## Biografie
Grier werkte vanaf de late jaren 20 in de bands van Gus Arnheim (waarmee hij in 1928 voor het eerst opnames maakte, voor Okeh Records), Abe Lyman, George Stoll alsook met Connee Boswell. Van 1932 was hij zelf bandleider, hij stond met een orkest in het Biltmore Bowl Hotel en trad daar met veel succes op voor de radio. Hij nam met het orkest platen op voor Brunswick, Columbia en Decca Records, zoals Hollywood at Vine/In a Little Street Cafe (Brunswick, 1935) en Fight On/All Hail/Strike Up the Band For UCLA (Decca). Tevens begeleidde zijn orkest in de platenstudio vocalisten als The Boswell Sisters (Rock And Roll/If I Had A Million Dollars), Bing Crosby (Ridin' Around in the Rain) en Carl Brisson. Het door Pinky Tomlin gezongen The Object of My Affection haalde in 1934 in Amerika de eerste plaats in de hitparade. Als songwriter schreef hij met Tomlin talrijke popsongs als Music in the Moonlight, Bon Voyage, Remember Cherie, Hollywood at Vine, Silver River, Anitra's Boogie, What's the Reason? en Ivy-Covered Harbor. 
In 1937 stopte Grier met zijn werk in het Biltmore Bowl Hotel en ging hij met een orkest toeren. Tijdens de oorlog diende hij bij de Amerikaanse kustwacht en was hij de assistent-bandleider van Rudy Vallee in de Coast Guard Band, dat hij later zelf leidde. Na de oorlog blies hij zijn orkest nieuw leven in en stond daarmee opnieuw in het Biltmore Bowl. De gloriejaren van het bigband-tijdperk waren echter voorbij en Grier ging daarom in Hollywood werken met een kleinere groep. Tevens was hij actief als diskjockey. Uiteindelijk verliet hij de muziek en ging hij werken als makelaar.